# Христианство в Люксембурге
Христианство в Люксембурге — крупнейшая религия в стране.
По данным исследовательского центра Pew Research Center в 2010 году в Люксембурге проживало 360 тыс. христиан, которые составляли 70,4 % населения этой страны. Энциклопедия «Религии мира» Дж. Г. Мелтона оценивает долю христиан в 2010 году в 90,6 % (473 тыс. верующих).
Крупнейшим направлением христианства в стране является католицизм. В 2000 году в Люксембурге действовала 401 христианская церковь, принадлежащая 31 различной христианской деноминации.
Помимо люксембуржцев, христианами также являются большинство живущих в стране португальцев, французов, итальянцев, фламандцев, немцев, англичан, испанцев, датчан, шведов и др.
Консервативные евангельские церкви страны объединены в Евангелический альянс Люксембурга, связанный со Всемирным евангельским альянсом.